# 라쳇 & 클랭크: 고잉 모바일
《라쳇 & 클랭크: 고잉 모바일》(Ratchet & Clank: Going Mobile)은 2005년에 출시된 인섬니악 게임스의 비디오 게임이다.